# Katalin Juhász
Katalin Juhász (n. 24 noiembrie 1932, Hódmezővásárhely, Csongrád-Csanád, Ungaria) este o scrimeră maghiară, medaliată olimpică. A participat la 2 ediții ale Jocurilor Olimpice (1960, 1964) în care a câștigat o medalie de aur și o medalie de argint.